# Izbita, Alba
Izbita este un sat în comuna Bucium din județul Alba, Transilvania, România.

## Demografie
La recensământul din 2002 avea o populație de 61 locuitori.

## Lăcașuri de cult
- Biserica ortodoxă din localitate are hramul "Sf. Arhangheli" și este monument istoric (cod: AB-II-m-B-00239).

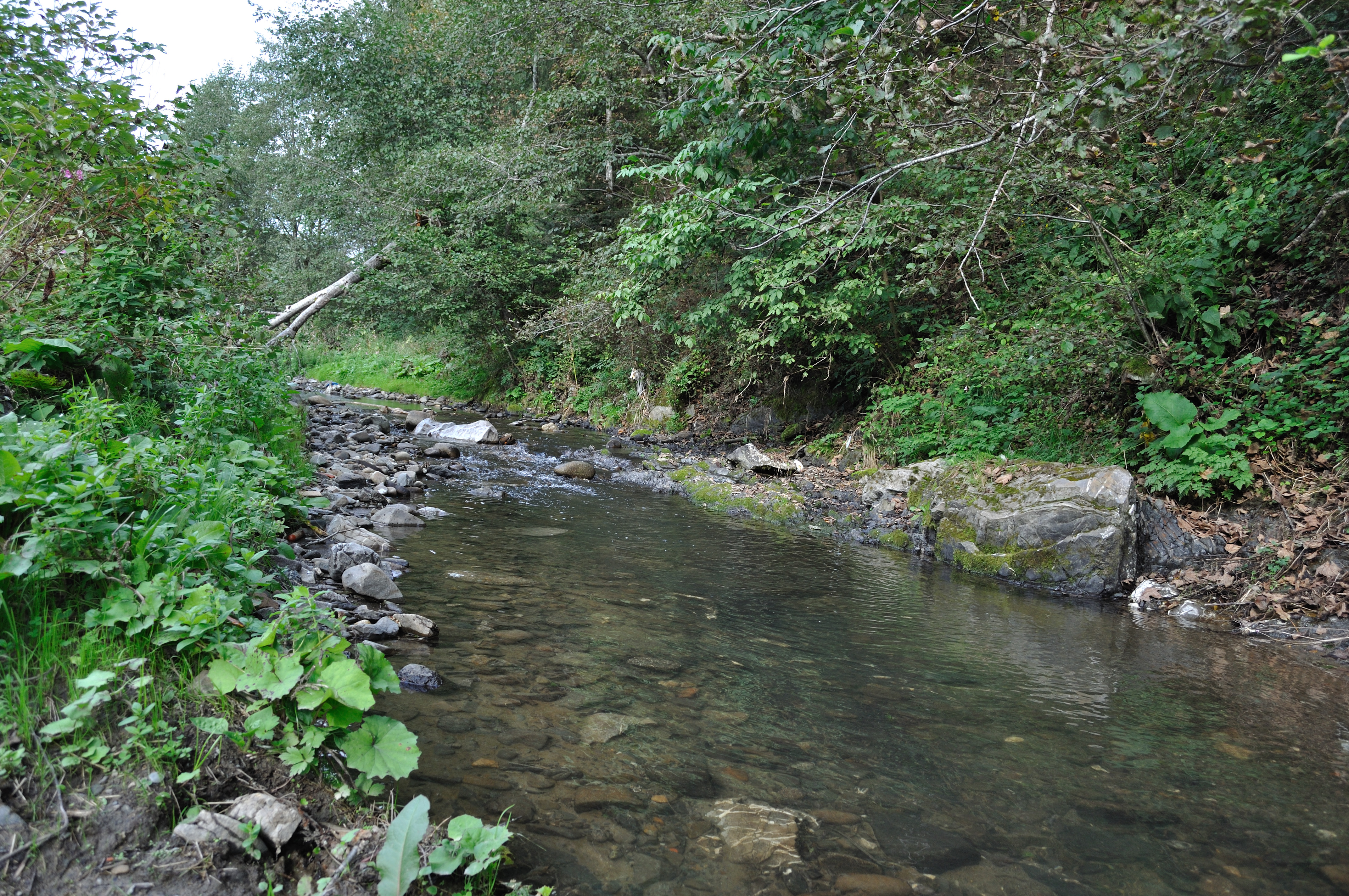
Valea Izbitei